# Resolució 1216 del Consell de Seguretat de les Nacions Unides
La Resolució 1216 del Consell de Seguretat de les Nacions Unides fou adoptada el 21 de desembre de 1998. Després d'expressar la seva preocupació per la crisi i la situació humanitària a Guinea Bissau, el Consell va demanar l'establiment immediat d'un govern d'unitat nacional a l'Assemblea Nacional Popular i la celebració d'eleccions a la fi de març de 1999.

## Antecedents
La guerra civil va ser provocada per un intent de cop d'Estat contra el govern del President João Bernardo Vieira dirigit pel Brigadier General Ansumane Mané el juny de 1998. Els enfrontaments entre les forces governamentals, recolzades pels estats veïns, i els rebels finalment va resultar en un acord de pau al novembre de 1998, que preveia un govern d'unitat nacional i noves eleccions en el pròxim any. Una breu brot posterior de les hostilitats al maig de 1999 va acabar amb l'expulsió de Vieira.

## Resolució
El Consell de Seguretat va donar la benvinguda als acords subscrits entre el Govern de Guinea Bissau i l'autoproclamada junta militar. Va instar tots dos a posar plenament en pràctica els acords incloses les disposicions relatives al manteniment d'un alto el foc, l'establiment urgent d'un govern d'unitat nacional, la celebració d'eleccions a la fi de març de 1999, l'obertura de l'aeroport i del port de la capital Bissau, la retirada de les tropes estrangeres i el desplegament del Grup de Monitoratge de la Comunitat Econòmica dels Estats de l'Àfrica Occidental. El Consell va elogiar el paper de l'ECOMOG, la CEDEAO i de la Comunitat de Països de Llengua Portuguesa pels seus esforços a Guinea Bissau, inclosa l'aplicació de l'Acord de Abuja relatiu a la seguretat de la frontera de Guinea Bissau amb Senegal i la garantia d'ajuda humanitària per a la població civil afectada.
Aleshores es va cridar a ambdues parts a respectar els drets humans, el dret internacional i el dret humanitari i garantir l'accés de les organitzacions humanitàries. La resolució afirmava que l'ECOMOG podria prendre mesures per garantir la seguretat i la llibertat de moviments del seu personal i li va demanar que li proporcionés informes mensuals. Es va demanar al secretari general Kofi Annan que fes recomanacions sobre un possible paper de les Nacions Unides durant el procés de pau i establir un fons fiduciari de contribucions voluntàries a l'ECOMOG.
La Resolució 1216 conclou amb l'anunci del consell de seguretat de la seva intenció d'examinar la situació, sobre la base d'un informe del secretari general i l'aplicació de la resolució actual, a final de març de 1999.